# Отар Абесадзе
Отар Давидович Абесадзе (14 лютого 1934 — 5 листопада 1980) — радянський грузинський кінорежисер і сценарист. Заслужений діяч мистецтв Грузинської РСР (1979). Його дочка — Ніно Абесадзе, депутатка ізраїльського кнесету.

## Біографія
У 1959 році закінчив Всесоюзний інститут кінематографії.

## Фільмографія

### Режисер
- 1960 — Від двору до двору
- 1964 — Саламурі
- 1967 — Скоро прийде весна
- 1970 — Зірка мого міста
- 1975 — Сліпі грона
- 1977 — Учень Ескулапа

### Сценарист
- 1964 — Саламурі
- 1967 — Скоро прийде весна
- 1970 — Зірка мого міста
- 1975 — Сліпі грона

## Нагороди та досягнення
- Заслужений діяч мистецтв Грузинської РСР (1979)